# Ally Brooke
Allyson Brooke Hernandez (San Antonio, 7 de julho de 1993) é uma cantora e compositora mexicana-americana. Foi membro do grupo feminino Fifth Harmony, formado na segunda temporada de The X Factor US em 2012. Ela lançou seu single de estreia solo "Low Key", com o rapper Tyga em 31 de janeiro de 2019. Está atualmente trabalhando em seu primeiro álbum de estúdio solo com a gravadora Atlantic Records. Ally, estudou até a quarta série e se mudou temporariamente para Atlanta para gravar comerciais infantis. Em 2020, lançou seu single "500 Veces" em parceria com o Messiah que conta atualmente com 10 milhões de visualizações no YouTube.

## Biografia
Ally nasceu e cresceu em San Antonio, Texas, criada por seus pais Jerry Hernandez e Patricia Castillo, junto com seu irmão mais velho chamado Brandon. Nasceu em 7 de julho de 1993, sendo um bebê prematuro e pesando apenas 566 gramas. Seus pais dizem que ela já nasceu "cantando", pois nasceu gritando (o que é bem incomum para bebês prematuros). Ally tem ascendência mexicana e a sua maior influência profissional é a cantora texana Selena Quintanilla-Pérez. Ally começou a se dedicar profissionalmente à música em 2009 e, em 2012, fez a audição para o The X Factor, quando entrou no grupo Fifth Harmony. Durante o The X Factor, dias depois que o avô de Ally faleceu, as suas companheiras do Fifth Harmony dedicaram seu desempenho a seu avô com a canção Stronger (What Doesn't Kill You) de Kelly Clarkson.

### Voz
Ally é classificada como Soprano, era responsável pela maioria das notas sustentadas do grupo, bem como as notas agudas em geral. Suas notas altas são cheias e atingidas com uma facilidade notável.[parcial?] Ally também possui registro de apito. Sua extensão se estende do D3 ao G#6 com 3,4 oitavas.

## Carreira

### 2011: Início
Antes do The X Factor, Ally já fazia covers e chegou a gravar alguns clipes, como "Crash and Burn Girl", "Cake" e "All Right There", porém nenhum chegou a ser lançado pela gravadora da artista. Ally compôs a música Cake inteiramente sozinha.

### 2012–2017: The X Factor e Fifth Harmony
Ally estudou até a quarta série e se mudou para  Austin, Texas, onde fez sua audição para o The X Factor também em Austin, não muito longe da sua cidade natal San Antonio. Ela cantou a canção "On My Knees" de Jaci Velasquez. Depois que a música parou, Ally continuou cantando. Ela foi negativamente notada por isso. L.A. Reid afirmou que ela tinha uma voz especial e que ela o impressionou. Demi Lovato disse que sua voz a afastou, pois era especial e bonita. Britney Spears ficou surpresa e pensou que a voz de Ally tinha uma dinâmica teatral. Simon Cowell acreditava que eles estavam olhando para uma estrela do futuro e que ela tem talento incrível. Ela obteve sim de todos os quatro juízes e passou para a fase de bootcamp.
Em sua trajetória no bootcamp, Ally cantou Somebody That I Used to Know na primeira rodada Knockin' On Heaven's Door contra Julia Bullock na segunda rodada. Ela foi eliminada durante a competição de bootcamp, mas foi trazida de volta junto com Dinah Jane, Normani, Lauren Jauregui e Camila Cabello para formar o grupo agora conhecido como Fifth Harmony. O grupo avançou para os shows ao vivo e conseguiu terminar em terceiro lugar. Seu avô faleceu durante a semana 4 de "Stronger (What Doesn't Kill You)", de Kelly Clarkson.
Após a final do The X Factor, Fifth Harmony assinou com a Syco Music e a Epic Records. O grupo lançou seu primeiro Extended Play (EP), Better Together em 2013, junto com os álbuns Reflection em 2015 e 7/27 em 2016. Eles lançaram seu terceiro álbum de estúdio, o auto-intitulado Fifth Harmony, em 25 de agosto de 2017. Em 19 de março de 2018, o grupo anunciou um hiato indefinido para se concentrar em projetos solo.

### 2017–presente: Carreira solo
Além de seu trabalho com Fifth Harmony, Brooke também participou da música "Look at Us Now", do DJ americano Lost Kings, junto com o rapper americano ASAP Ferg. A música foi lançada em 9 de junho de 2017.  Em julho de 2017, ela foi escolhida para realizar uma exposição individual em São Paulo, mas o show foi cancelado. Ally participou do Plácido Domingo para cantar duas músicas em 24 de janeiro de 2018 no Lila Cockrell Theater do Centro de Convenções em San Antonio, Texas. Brooke colaborou com o DJ alemão Topic para a música "Perfect", que foi lançada em 26 de janeiro de 2018, juntamente com seu videoclipe. Ela cantou a música durante um episódio de Wild 'n Out e no We Day Illinois em março de 2018.
No início de 2018, Ally se juntou aos outros membros do Fifth Harmony em um episódio de Lip Sync Battle, apresentando uma mistura de músicas de Selena e Jennifer Lopez. Em março de 2018, ela cantou uma mistura de músicas de filmes vencedores do Oscar, como "A Bela e a Fera" e "Meu Coração Vai Continuar" durante o E! News do pré-show do tapete vermelho do 90º edição do Oscar. Em 12 de março de 2018, Ally assinou com a Maverick Entertainment como artista solo. Ela apareceu em um episódio da 2ª temporada de Famous in Love como ela mesma.
Em abril de 2018, Ally confirmou que está trabalhando em seu primeiro álbum de estúdio solo, com produtores da 1500 or Nothin' . Em agosto de 2018, foi anunciado que Brooke assinou um contrato de gravação com a Latium Entertainment e a Atlantic Records. A empresa também anunciou que Ally iria lançar seu single solo de estréia no final do outono. Ela estreou uma nova música chamada "Vámonos", no Festival da Fusion em Liverpool, Inglaterra, em 2 de setembro de 2018. A música foi lançada em 23 de novembro de 2018, em colaboração com Kris Kross Amsterdam e Messiah; ela também cantou a música antes de seu lançamento oficial no ALMA Awards de 2018. Brooke lançou um cover de "Last Christmas" do duo britânico Wham! em 16 de novembro de 2018. Nesse mesmo mês, Ally anunciou seu livro de memórias, Finding Your Harmony, que foi lançado em 13 de outubro de 2020. Em 24 de janeiro de 2019, Brooke anunciou seu primeiro single solo "Low Key", com o rapper Tyga, lançado em 31 de janeiro.

## Filantropia
Juntamente com Fifth Harmony, Brooke esteve envolvida com várias instituições de caridade como DoSomething.org e a Ryan Seacrest Foundation. Ela também participou de atividades de uma organização dos Estados Unidos que combate crimes contra animais chamada ASPCA. Ally é a Celebridade Embaixadora da March of Dimes, uma organização sem fins lucrativos que trabalha para prevenir o nascimento prematuro, defeitos congênitos e mortalidade infantil. Em 23 de dezembro de 2016, ela fez uma campanha de brinquedos em sua cidade natal, San Antonio, beneficiando crianças em hospitais locais.

## Discografia

### Singles como artista principal
| Ano                                                                                           | Título                                      | Melhores posições na tabela | Melhores posições na tabela | Melhores posições na tabela | Álbum                          |
| Ano                                                                                           | Título                                      | US Dance                    | AUT                         | ALE                         | Álbum                          |
| --------------------------------------------------------------------------------------------- | ------------------------------------------- | --------------------------- | --------------------------- | --------------------------- | ------------------------------ |
| 2018                                                                                          | "Perfect" (com o DJ Topic)                  | 38                          | 73                          | 98                          | Não adicionando à nenhum álbum |
| 2019                                                                                          | "Low Key" (com Tyga)                        | —                           | —                           | —                           | Não adicionando à nenhum álbum |
| 2019                                                                                          | Lips Don't Lie (Com A Boogie Wit Da Hoodie) | —                           | —                           | —                           | Não adicionando à nenhum álbum |
| 2019                                                                                          | Higher (Com Matoma)                         | —                           | —                           | —                           | Não adicionando à nenhum álbum |
| 2019                                                                                          | No Good                                     | —                           | —                           | —                           | Não adicionando à nenhum álbum |
| 2020                                                                                          | All Night (Com Afrojack)                    | —                           | —                           | —                           | Não adicionando à nenhum álbum |
| 2020                                                                                          | 500 Veces (Com Messiah)                     | —                           | —                           | —                           | Não adicionando à nenhum álbum |
| 2020                                                                                          | Baby I'm coming home                        | —                           | —                           | —                           | Não adicionando à nenhum álbum |
| "—" denota um lançamento que não entrou no chart do país ou não foi lançado nesse território. |                                             |                             |                             |                             |                                |

### Singles como artista convidada
| Ano  | Título                                                                       | Posição na tabela | Álbum                          |
| Ano  | Título                                                                       | US Dance          | Álbum                          |
| ---- | ---------------------------------------------------------------------------- | ----------------- | ------------------------------ |
| 2017 | "Look at Us Now" (de Lost Kings com participação de Ally Brooke e ASAP Ferg) | 30                | Não adicionando à nenhum álbum |

### Singles promocionais
| Ano  | Título                   | Álbum                          |
| ---- | ------------------------ | ------------------------------ |
| 2018 | "Last Christmas"         | Não adicionando à nenhum álbum |
| 2018 | "The Truth Is in There"  | Não adicionando à nenhum álbum |
| 2020 | What Are We Waiting For? | Não adicionando à nenhum álbum |

## Filmografia
| Ano       | Nome                            | Função    | Observações                                                                                |
| --------- | ------------------------------- | --------- | ------------------------------------------------------------------------------------------ |
| 2012–2013 | The X Factor EUA                | Ela mesma | 2ª temporada: Participante, 22 episódios (2012) 3ª temporada: Convidada, 1 episódio (2013) |
| 2014      | Faking It                       | Ela mesma | Episódio: "O êxtase e a agonia"                                                            |
| 2015      | Barbie: Vida na casa dos sonhos | Ela mesma | Episódio: "Dia de diversão das irmãs"                                                      |
| 2016      | The Ride                        | Ela mesma | Episódio: "Fifth Harmony"                                                                  |
| 2018      | Wild 'n Out                     | Ela mesma | Episódio: "Especial do Dia Internacional da Mulher"                                        |
| 2018      | Famous in Love                  | Ela mesma | Episódio: "Totes on a Scandal"                                                             |
| 2018      | Lip Sync Battle                 | Ela mesma | Episódio: "Fifth Harmony"                                                                  |
| 2018      | Sugar (websérie)                | Ela mesma | Episódio 03                                                                                |
| 2019      | Dancing With The Stars          | Ela mesma | Participante; 28ª Temporada, 3° Lugar                                                      |
| 2021      | High Expectations               | Sofia     | Filme                                                                                      |

## Prêmios e Indicações
| Ano  | Prêmio                   | Categoria                    | Trabalho nomeado        | Resultado |
| ---- | ------------------------ | ---------------------------- | ----------------------- | --------- |
| 2017 | BMI London Awards        | Pop Award Songs              | "All in My Head (Flex)" | Venceu    |
| 2018 | BMI Pop Awards           | Award Winning Songs          | "All in My Head (Flex)" | Venceu    |
| 2018 | Teen Choice Awards       | Choice Electronic/Dance Song | "Perfect" (com Topic)   | Indicado  |
| 2019 | IHeartRadio Music Awards | Best Solo Breakout           | Ela mesma               | Indicado  |